# Landmann/Rohmer
Der Landmann/Rohmer ist ein Gesetzeskommentar zur Deutschen Gewerbeordnung und weiteren Gesetzestexten im Verlag C.H.Beck. Er wurde von Robert von Landmann und Gustav Rohmer begründet und ist heute als Loseblattsammlung organisiert.
Band I enthält eine umfassende und praxisnahe Kommentierung der Gewerbeordnung, Band II umfasst alle wichtigen gewerblichen Nebengesetze und auf die GewO gestützten Verordnungen. Seit 2019 enthält Band II auch eine Kommentierung des IHK-Gesetzes (IHKG). In den 1970er Jahren erschien ein Band III mit dem Umweltrecht.
Die erste Ausgabe des Kommentars von Robert von Landmann und Gustav Rohmer erschien 1883 unter dem Titel Kommentar zur Gewerbeordnung für das Deutsche Reich und wird bis heute als Loseblattsammlung mit Kommentaren fortgeführt. Landmann/Rohmer, Gewerbeordnung ist damit das älteste, laufend aktualisierte und neubearbeitete juristische Fachbuch in Deutschland.